# 昭和町 (徳島市)
昭和町（しょうわちょう）は、徳島県徳島市の町名。昭和地区に属している。昭和町一丁目から昭和町八丁目まで存在する。郵便番号は〒770-0942。
- 人口：3,483人（2009年12月。徳島市の調査より）
- 世帯数：1,444世帯（同上）

## 地理
徳島市の東部に位置し、東は新町川・園瀬川の合流域へ八丁目が付きだしている。昭和7年に国道55号が開通して以来、国道沿いの発展は著しく、昭和地区（旧斎田）の中心街となる。
- 河川：新町川、園瀬川

## 歴史
元は斎田町・富田浦町の各一部で、昭和16年に現在の町名となった。
当町は産業道路（国道55号）沿いの徳島県庁前から津田橋北詰までの一帯で、第二次世界大戦まで残っていた昭和町八丁目（旧斎田東開）の入浜式塩田は、広大な土地と苛酷な労働条件を必要とし経営維持が困難となり、昭和28年には流下式枝条架塩田への転換がはかられたが、昭和33年に鳴門市に設置された真空式製塩（イオン交換樹脂法）に対抗できず、昭和34年に廃止され、元和6年以来の中心産業であった南斎田浦の製塩は、339年間の歴史に終止符を打った。
昭和20年、徳島大空襲により徳島県庁を除きその大部分が焼失し、戦後の経済成長で多くの企業が進出した。

## 施設
- 塩竃神社
- 財団法人徳島県暴力追放県民センター
- 徳島県こども女性相談センター
- 徳島日産自動車本社
- 徳島トヨペット本社

## 交通

### 道路
一般国道
- 国道55号

都道府県道
- 徳島県道29号徳島環状線
- 徳島県道120号徳島小松島線

### バス
徳島バス・徳島市営バス
- 昭和町八丁目
- 昭和町七丁目
- 昭和町五丁目
- 昭和町三丁目